# 布特拉高原站
布特拉高原站 （英語：Putra Heights LRT Station）是馬來西亞梳邦再也布特拉高原的高架跨月台轉車站。本站同时属于格拉那再也（旧称布特拉轻快铁）和大城堡线延长线路，于2016年6月30日开通，也是两條路線的終點站。由於两條線路使用不同的軌道系統，所以不共軌。車站鄰近南北大道之第二中環銜接大道（ELITE），并為拉曼布特拉、布特拉英達及布特拉商業中心区提供服務。本站也是安邦/大城堡线和格拉那再也线唯二的转换站，另外一个是占美清真寺站。

## 車站結構
| 月台層   |                                                                                  |
| 側式月台 |                                                                                  |
| 2号月台  | 没有服务，列车有时会在这里停驶                                                   |
| 1A号月台 | 5 格拉那再也线5往 KJ1 鹅唛 (←)                                                   |
| 島式月台 |                                                                                  |
| 1B号月台 | 4 大城堡线4往 AG1 SP1 冼都東 (→) 或 SP11 AG11 陳秀連站轉乘可到達 AG18 安邦站 (→) |
| 3号月台  | 没有服务，列车有时会在这里停驶                                                   |
| 側式月台 |                                                                                  |

## 巴士服務
| 路線 | 始發站                 | 經過          | 終點站                 |
| ---- | ---------------------- | ------------- | ---------------------- |
| T759 | SP31 KJ37 布特拉高原站 |               | 甘榜武吉蘭棕           |
| T760 | SP31 KJ37 布特拉高原站 |               | 莎阿南太子城           |
| 752  | SP31 KJ37 布特拉高原站 | KJ35 美佳园站 | 莎阿南巴士站（第14區） |
| E1   | SP31 KJ37 布特拉高原站 |               | 吉隆坡国际机场         |

## 图片集

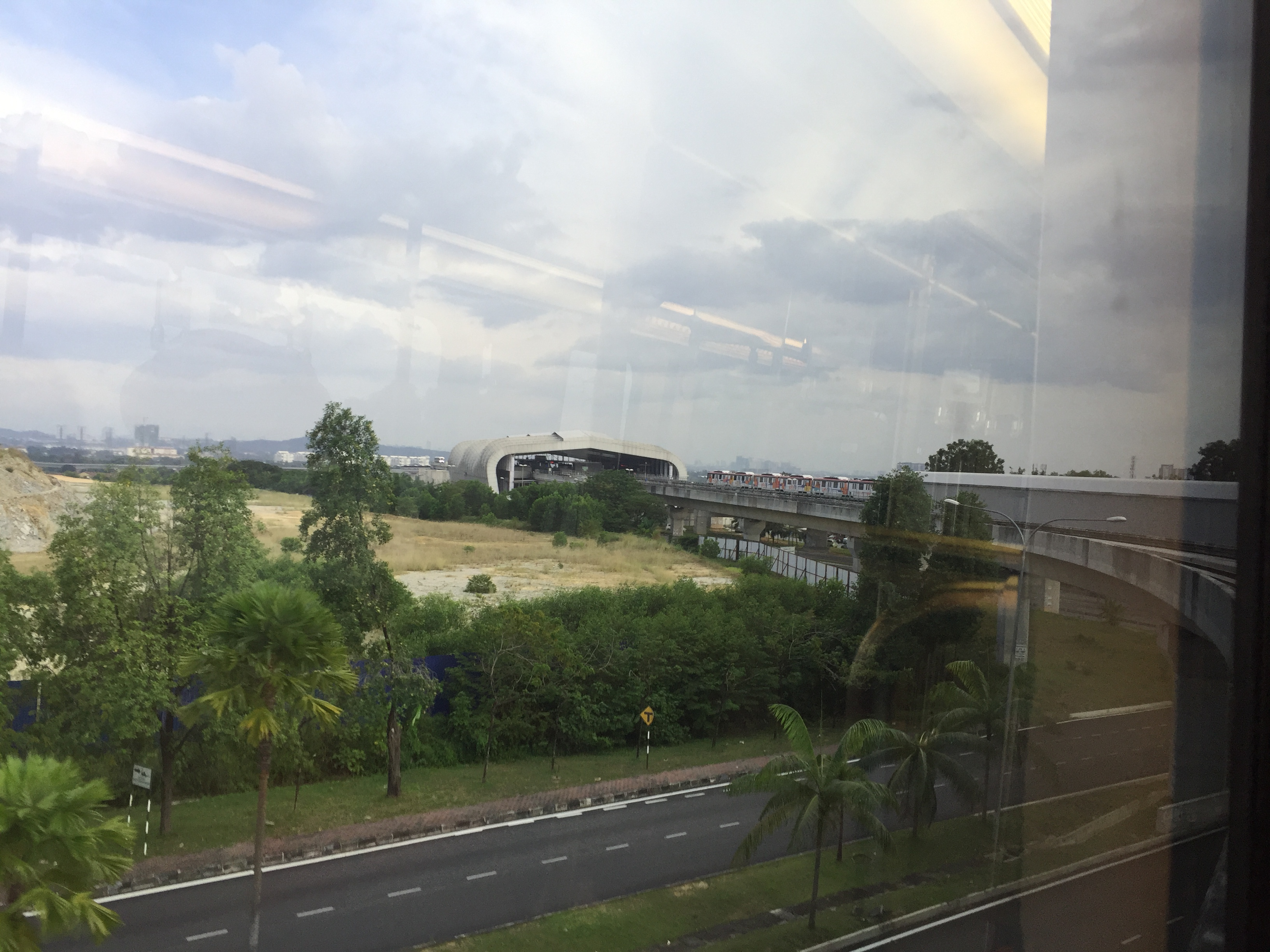
由行進間的列車望向車站
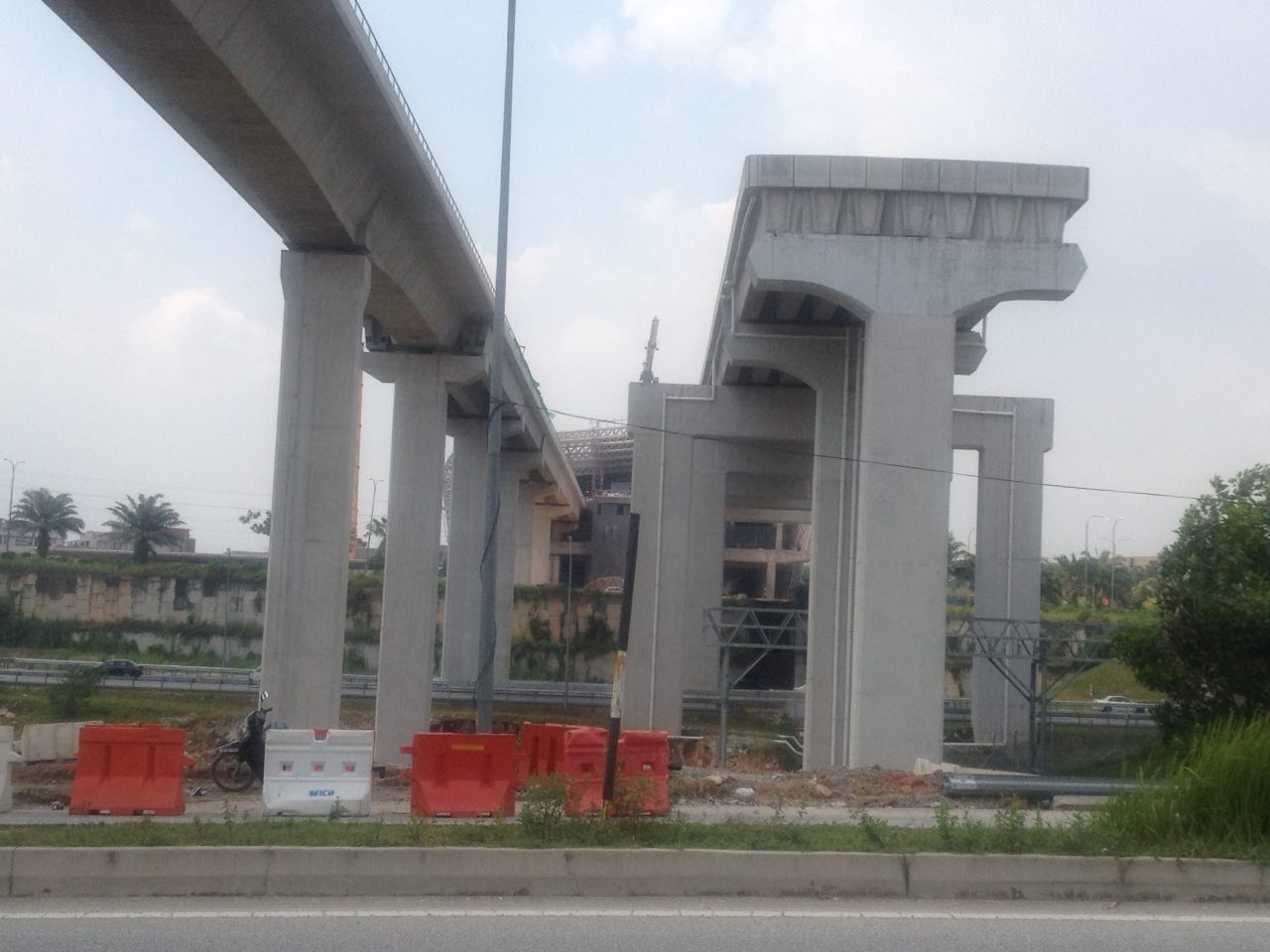
布特拉高原站的格拉那再也線軌道終點
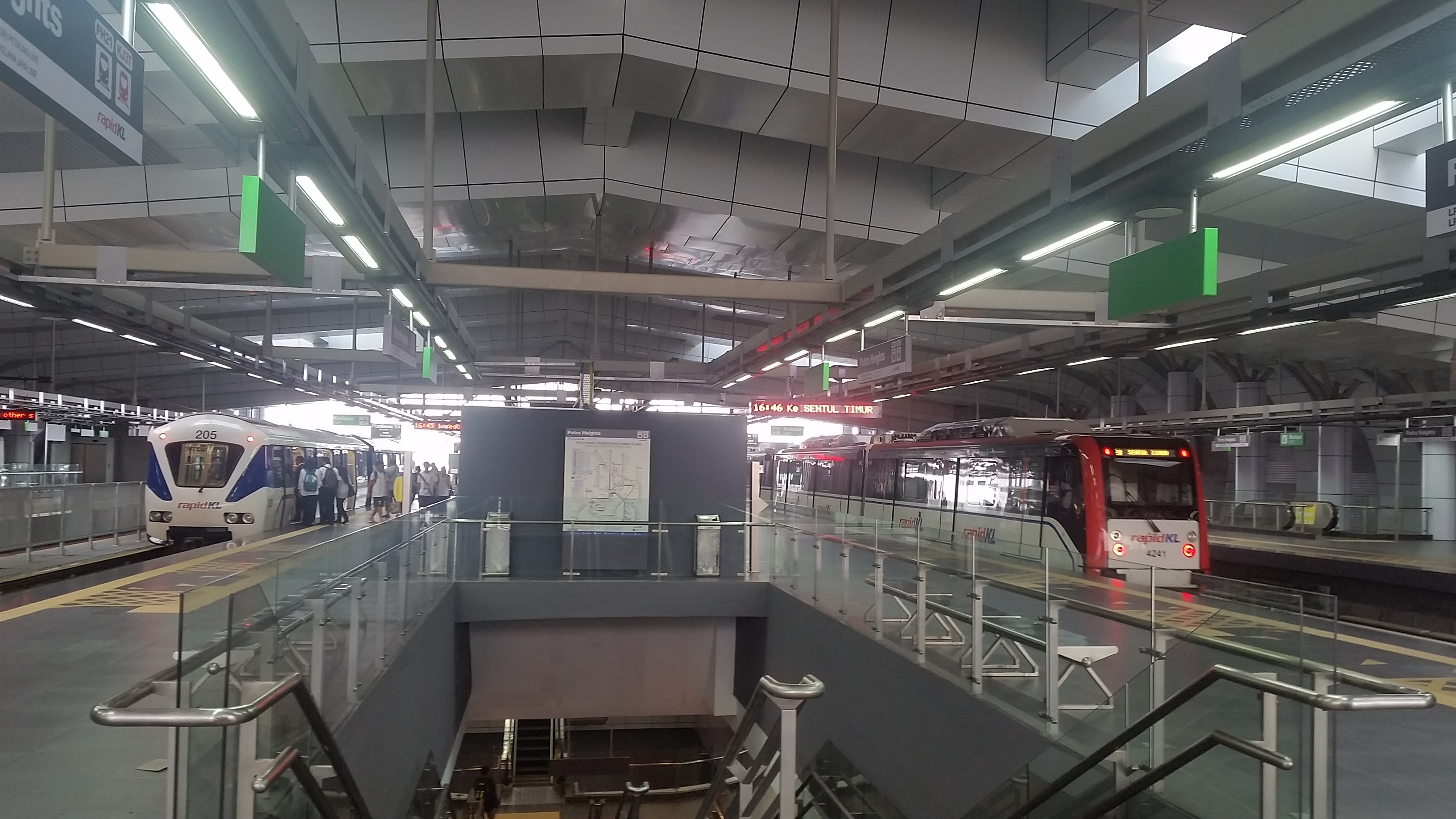
同時停靠月台的格拉那再也線與大城堡線列車
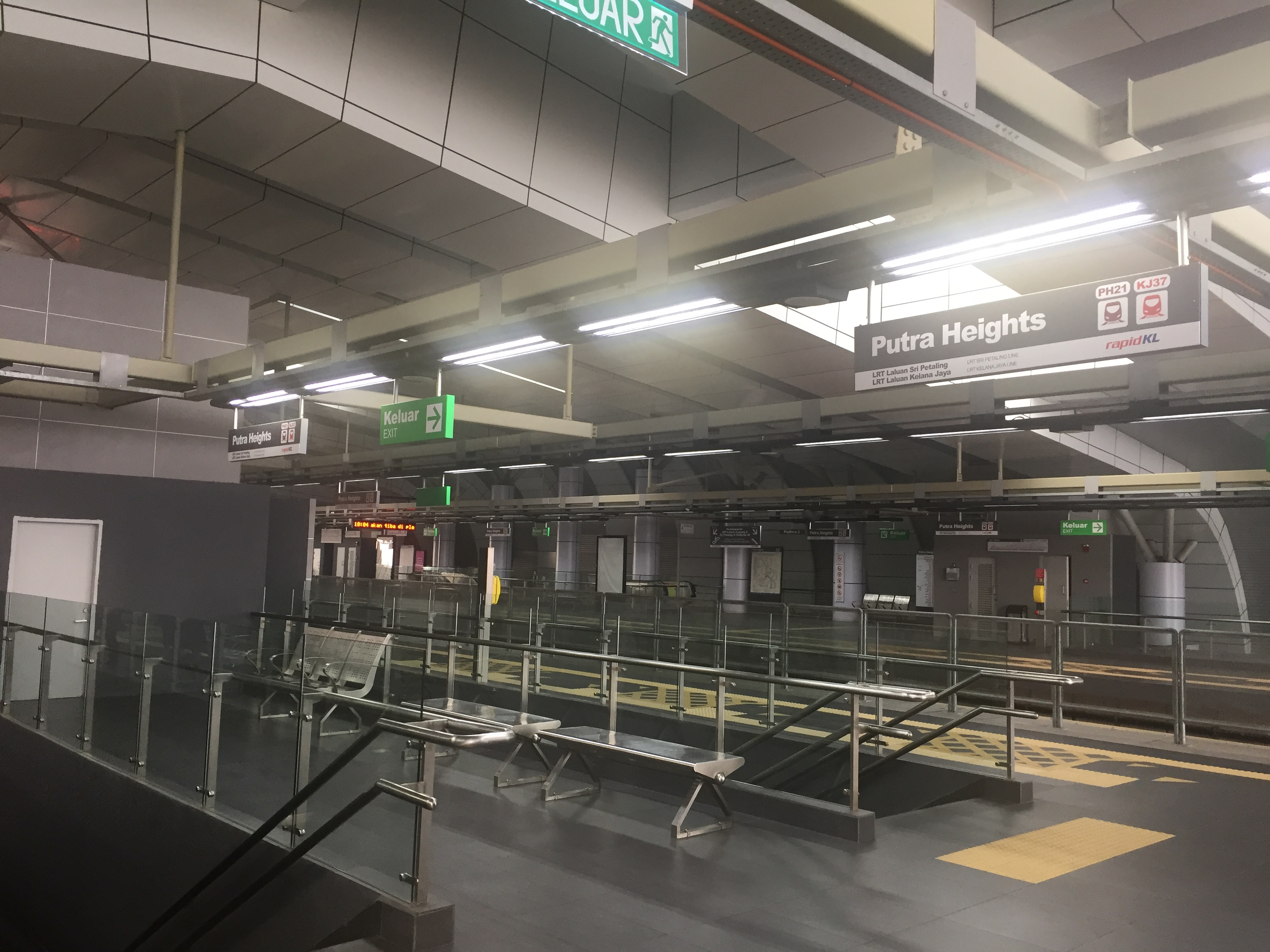
布特拉高原站的月台指示牌
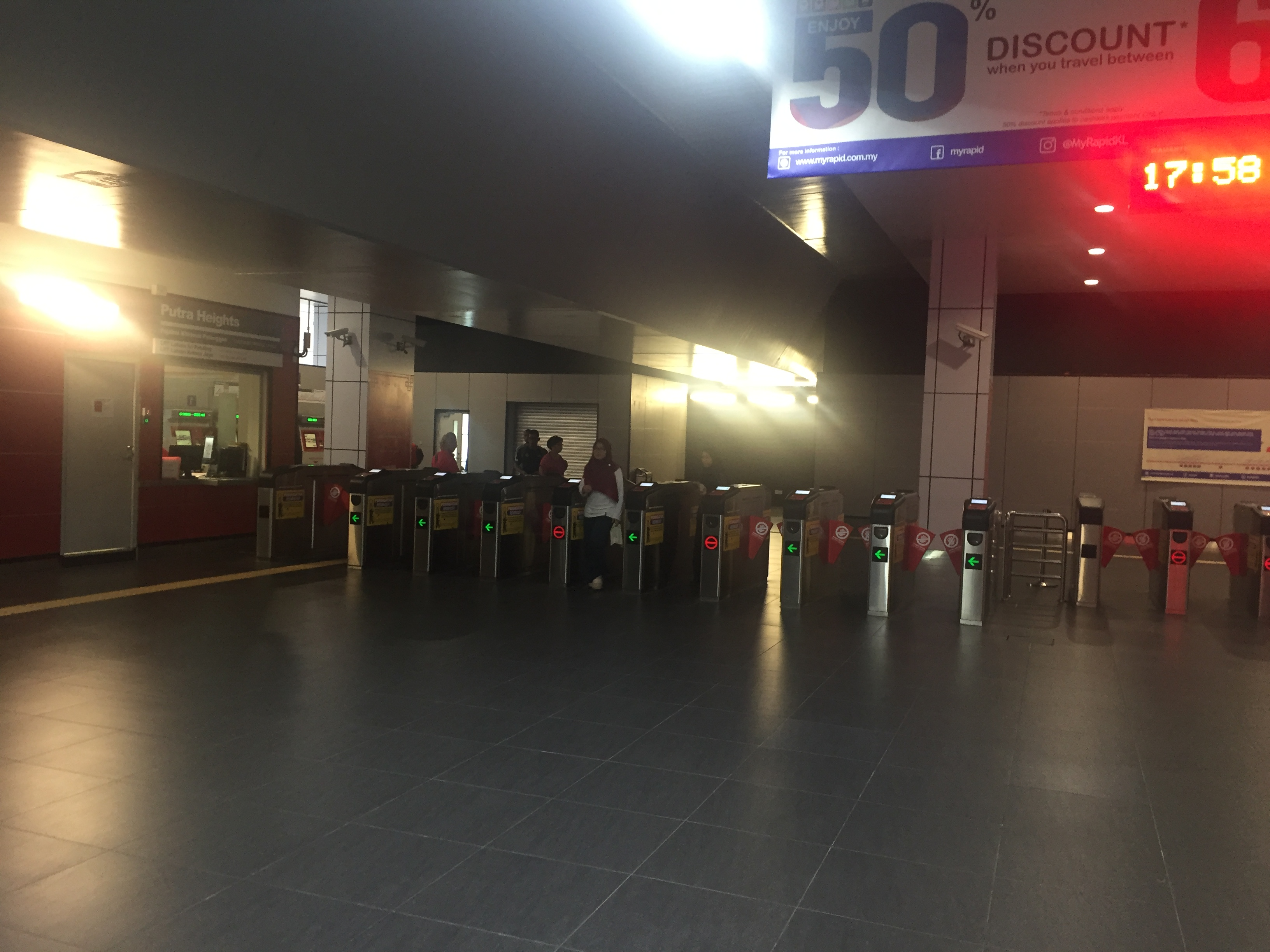
布特拉高原站的驗票閘門
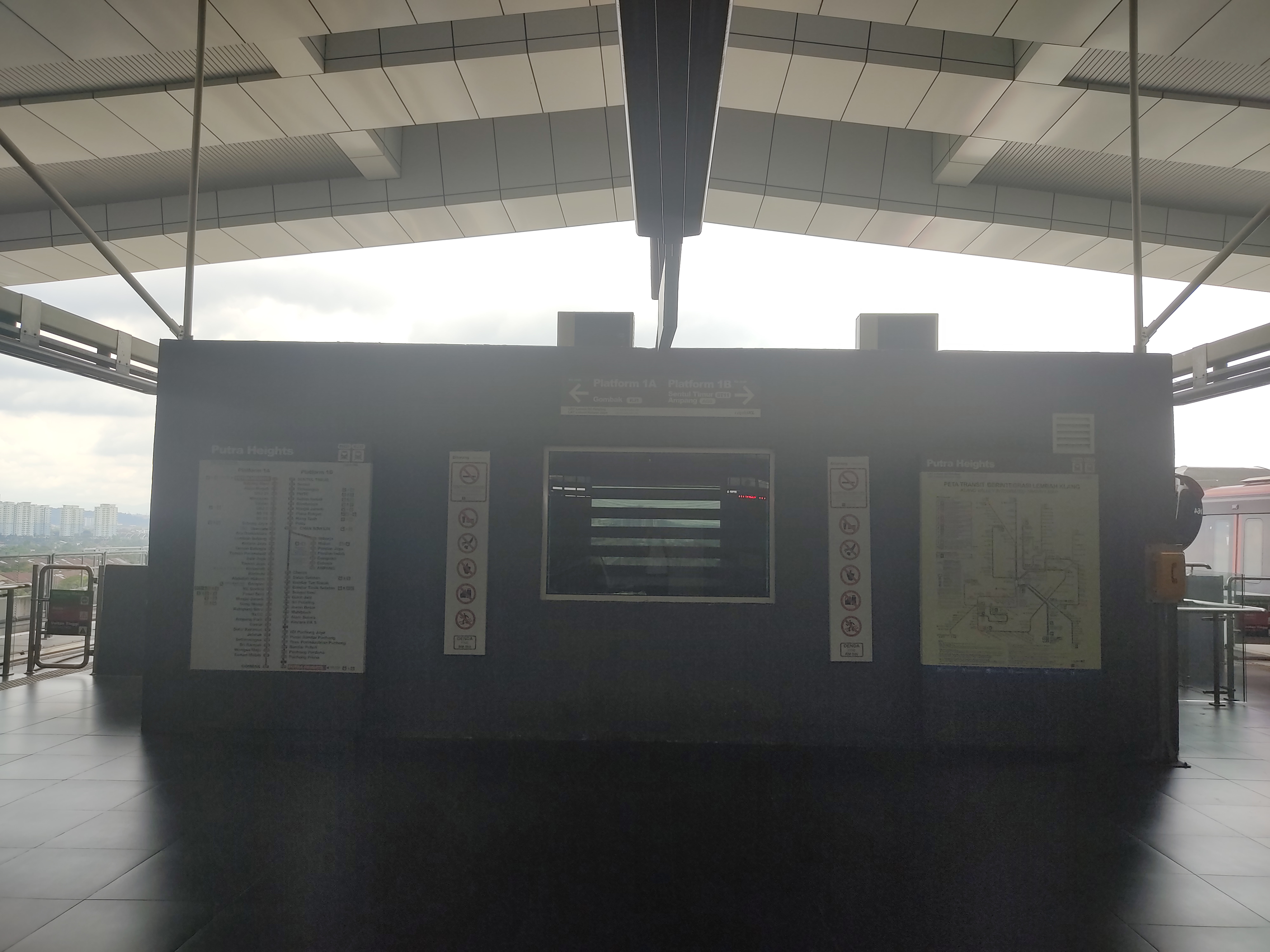
月台層的控制中心
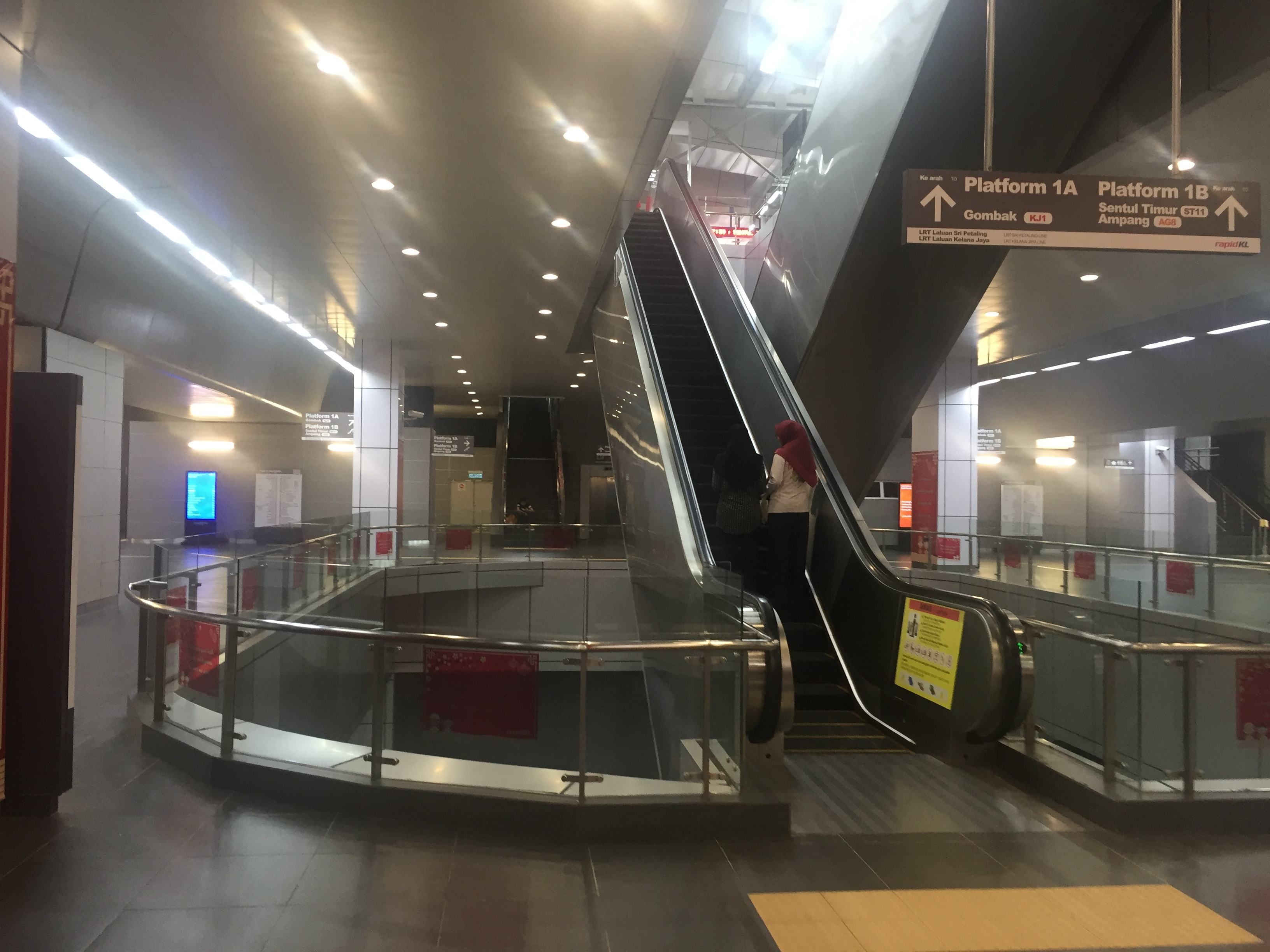
通往島式月台的電動扶梯

## 外部連結
- 快捷通巴士最新路线 （页面存档备份，存于）
- MRT网上的车站资料 （页面存档备份，存于）